# Bemalkheda, Homnabad
Bemalkheda là một làng thuộc tehsil Homnabad, huyện Bidar, bang Karnataka, Ấn Độ.